# Inyo Mountains
De Inyo Mountains is een kleine bergketen ten oosten van de Sierra Nevada en in het oosten van Californië in de VS. De keten scheidt de Owens Valley in het westen met de Saline Valley in het oosten. De keten is ongeveer 130 kilometer lang, en gaat van de White Mountains (waarvan ze gescheiden worden door de Westgard Pass) naar het oosten van Owens Lake. De hoogste top in de keten is die van de Waucoba (3390 meter), die zich bevindt op 18 kilometer van Big Pine.
Het noordelijke deel van de Inyo Mountains bevindt zich grotendeels in het Inyo National Forest. Ongeveer 810 km² van de keten wordt beschouwd als wildernis en wordt beheerd door het 'Bureau of Land Management'.